# Îlot Sancho
L'îlot Sancho est une petite île de l'océan Indien située près de la côte sud de l'île principale de la république de Maurice, séparée que de quelques mètres de la côte et accessible ou non à pied en fonction de la marée.